# توماس سیوینهرست
توماس سیوینهرست (انگلیسی: Thomas Swindlehurst; ۲۱ مهٔ ۱۸۷۴ – ۱۵ مارس ۱۹۵۹) ورزشکار اهل بریتانیا بود.